# Yamaha FZR 1000

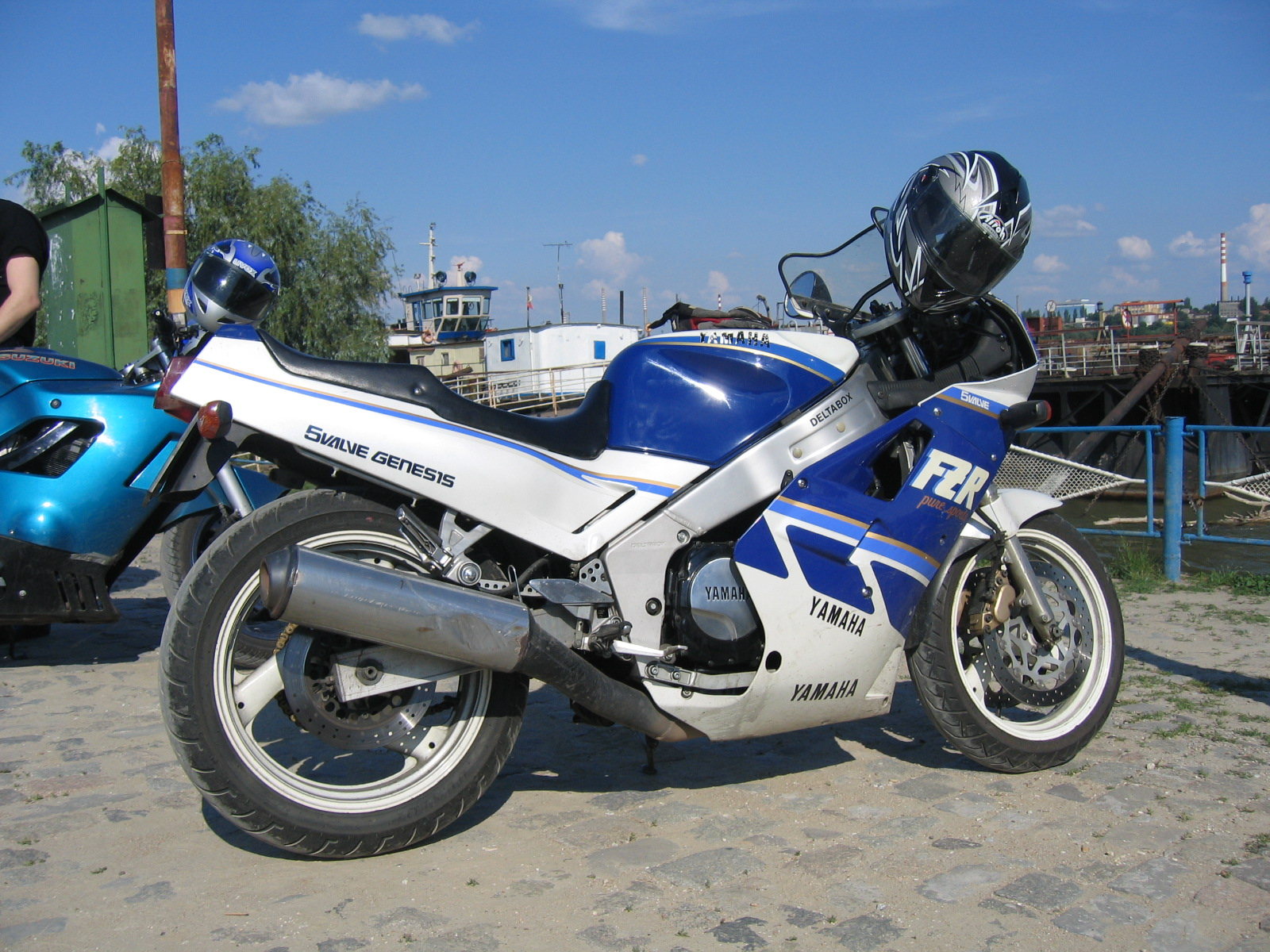
FZR 1000 Genesis von 1987

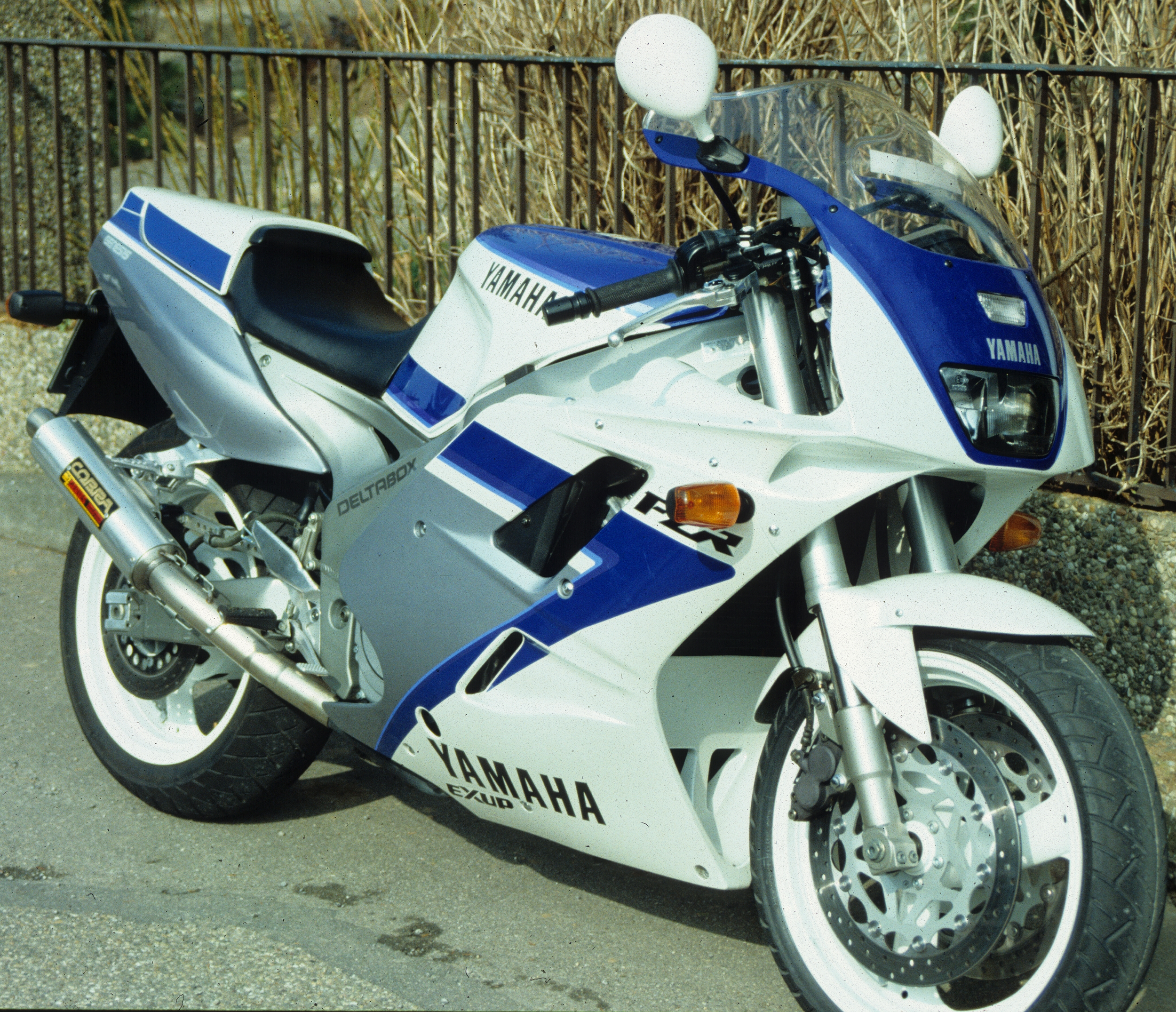
Yamaha FZR 1000 Exup von 1991 mit Zubehör-Schalldämpfer

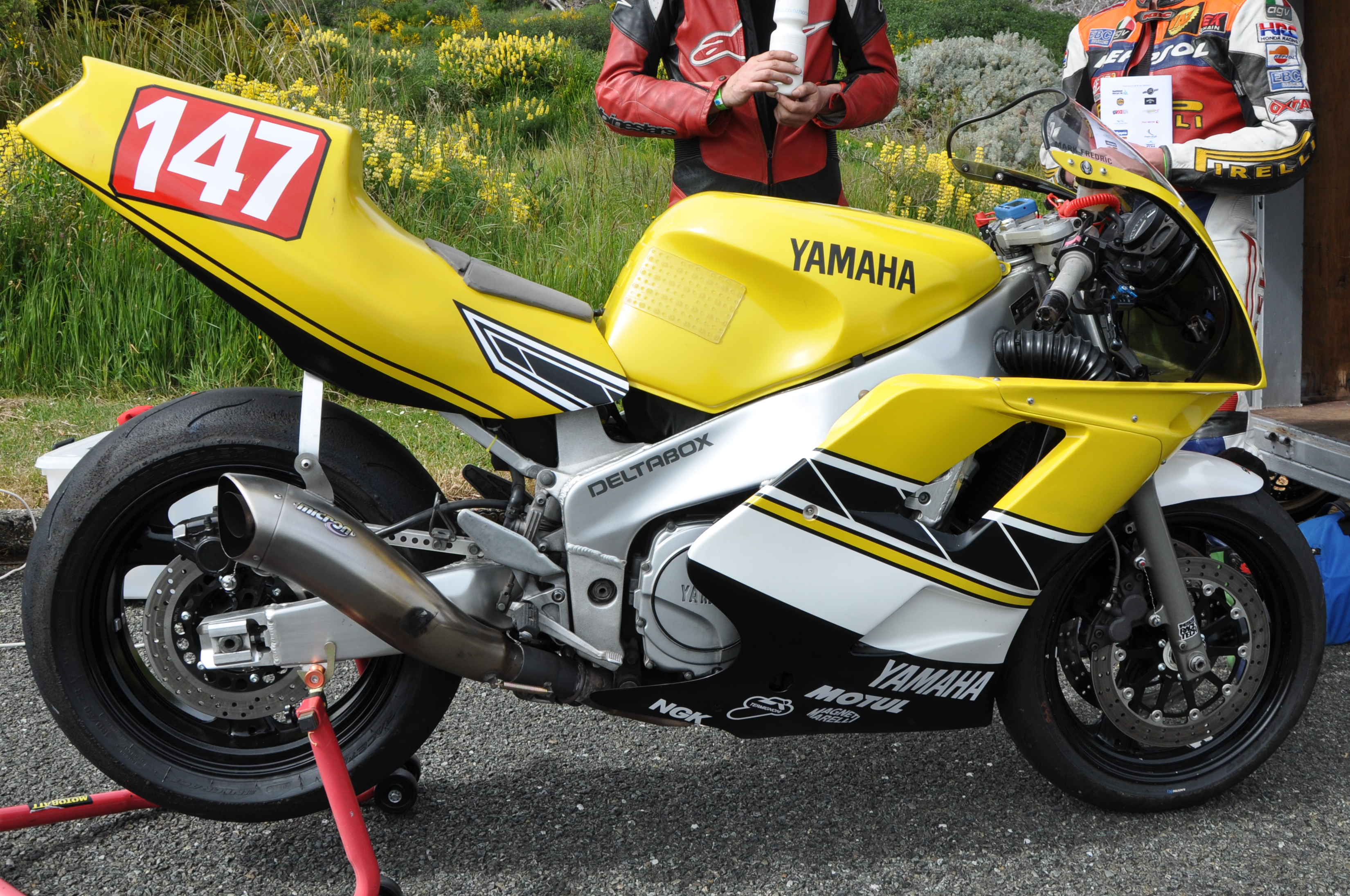
Yamaha FZR 1000 von 1989 mit Modifikationen für Rennen

Die Yamaha FZR 1000 (ab 1989 mit der Zusatzbezeichnung EXUP) ist ein Motorrad, das Yamaha Motor in den Jahren 1987 bis 1995 produzierte. Das Konzept ihres flüssigkeitsgekühlten Vierzylinder-Reihenmotors mit Fünfventiltechnik übernahm ihr Hersteller von der Yamaha FZ 750. Durch vom Rennsport inspirierte Fahrwerkstechnik ist die FZR 1000 fahrstabiler und leichter als vergleichbare Motorräder ihrer Zeit.

## Technik
Der Motor der Yamaha FZR 1000 ist ein Vierzylinder-Viertakt-Ottomotor mit einem Hubraum von zuerst 989 cm³, später 1003 cm³. Er leistet (in der offenen Ausführung von 1991) 103 kW (140 PS) bei 10.000/min. Er ist flüssigkeitsgekühlt und hat pro Zylinder fünf Ventile, davon sind drei Einlass- und zwei Auslassventile. Diese werden von zwei obenliegenden Nockenwellen (DOHC-Ventilsteuerung) gesteuert. Das Getriebe hat fünf Gänge, von der Getriebeausgangswelle wird das Antriebsmoment durch einen Kettentrieb mit Rollenkette an das Hinterrad übertragen. Der Rahmen besteht aus Aluminiumprofilen und ist von der Werksrennmaschine „Genesis“ (lat. „Schöpfung“) abgeleitet. Vorn hat die FZR 1000 eine (nur in der Federvorspannung verstellbare) Teleskopgabel, hinten eine Schwinge mit verstellbarem Zentralfederbein. Der Federweg beträgt 130 mm, die Verstellung ist sowohl in der Federvorspannung als auch in der Zugstufendämpfung möglich. Ab 1991 gab es vorn eine Upside-Down-Gabel von Kayaba. Der Standrohrdurchmesser der Vorderradgabel wurde im Lauf der Bauzeit von 41 mm auf 43 mm vergrößert, gleichzeitig verringerte sich der Federweg um 10 auf 120 mm. Vorn hat die FZR 1000 eine Vierkolben-Festsattel-Doppelscheibenbremse mit 320 mm Durchmesser, hinten eine Einfach-Scheibenbremse mit Zweikolben-Festsattel und 267 mm Durchmesser.

## Exup-System
1989 exportierte Yamaha mit der FZR 1000 Exup erstmals das 1987 eingeführte „Exhaust Ultimate Powervalve“. Das ist eine patentierte Walze im Abgassammler zwischen den Abgaskrümmern und dem Schalldämpfer, die Auslegung auf hohe Spitzenleistung geschuldetem Drehmomentschwund bei mittleren Drehzahlen entgegenwirkt, indem sie passend Abgasgegendruckwellen zu den Auslassventilen zurückwirft. Diese Walze wird drehzahlabhängig mittels Servomotor und Seilzügen gesteuert. Im Jahr 2000 bekam die Honda Fireblade und ein Jahr später die Suzuki GSX-R 1000 ein ähnliches System. Das Ventil im Auspuff kann auch unterstützen, strenger gewordene Geräuschlimits einzuhalten.

## Fahrleistungen
Das Modell von 1989 beschleunigt in 3 Sekunden von 0 auf 100 km/h und erreicht eine Höchstgeschwindigkeit von 267 km/h. Die europäische Version der FZR war serienmäßig auf 74 kW (100 PS) gedrosselt und hatte eine Höchstgeschwindigkeit von 235 km/h laut ABE (Modell 1992).

## Modellgeschichte
- 1987 bis 1988: FZR 1000 Genesis. Vier Fallstromvergaser von Mikuni, 99 kW (135 PS).
- 1989 bis 1990: FZR 1000 Exup: Rahmen ohne Unterzüge, Deltabox-Schwinge, mehr Hubraum, Exup-System, geänderte Verkleidung, Streuscheiben bündig und geneigt.
- 1991 bis 1993: FZR 1000 Exup: Rahmenheck teils aus Aluminiumguss statt Stahlrohr, Upsidedown-Gabel von Kayaba Kōgyō, trapezförmige Projektionsscheinwerfereinheit statt einzelner Scheinwerfer.
- 1994 bis 1995: FZR 1000 Exup: Doppelscheinwerfer ("Foxeye-Design"), nochmals geänderte Gabel, vorn größerer Bremsscheibendurchmesser und Sechskolbenbremsszangen, vier Gleichdruckvergaser von Mikuni.

## Nachfolge
Auf die FZR 1000 Exup folgte 1996 die bis 2002 gebaute YZF 1000 R Thunderace mit weitgehend gleichem Motor und Exup, aber konventioneller Teleskopgabel und quaderförmigen Schwingenholmen, also Einsparungen. Vorangegangen war das Erscheinen des von Tadao Baba entwickelten Konkurrenzmodells Honda Fireblade im Jahr 1992. Es dauerte bis 1998, bis Yamaha mit der YZF-R 1 wieder aufschließen konnte.